# Трис(трифенилфосфин)платина
Трис(трифенилфосфин)платина — металлоорганическое соединение
платины
с формулой Pt[P(C6H5)3]3,
жёлтые или жёлто-оранжевые кристаллы.

## Получение
- Длительное кипячение суспензии тетракис(трифенилфосфин)платины в абсолютном этаноле:

{\displaystyle {\mathsf {Pt[P(C_{6}H_{5})_{3}]_{4}\ {\xrightarrow {80^{o}C}}\ Pt[P(C_{6}H_{5})_{3}]_{3}\downarrow +P(C_{6}H_{5})_{3}}}}

## Физические свойства
Трис(трифенилфосфин)платина образует кристаллы цвета от жёлтого до жёлто-оранжевого.
Устойчив в нейтральной атмосфере.
Растворяется в бензоле, хлороформе,
хуже растворяется в эфире,
не растворяется в гексане и этаноле.